# Приполярна тундра

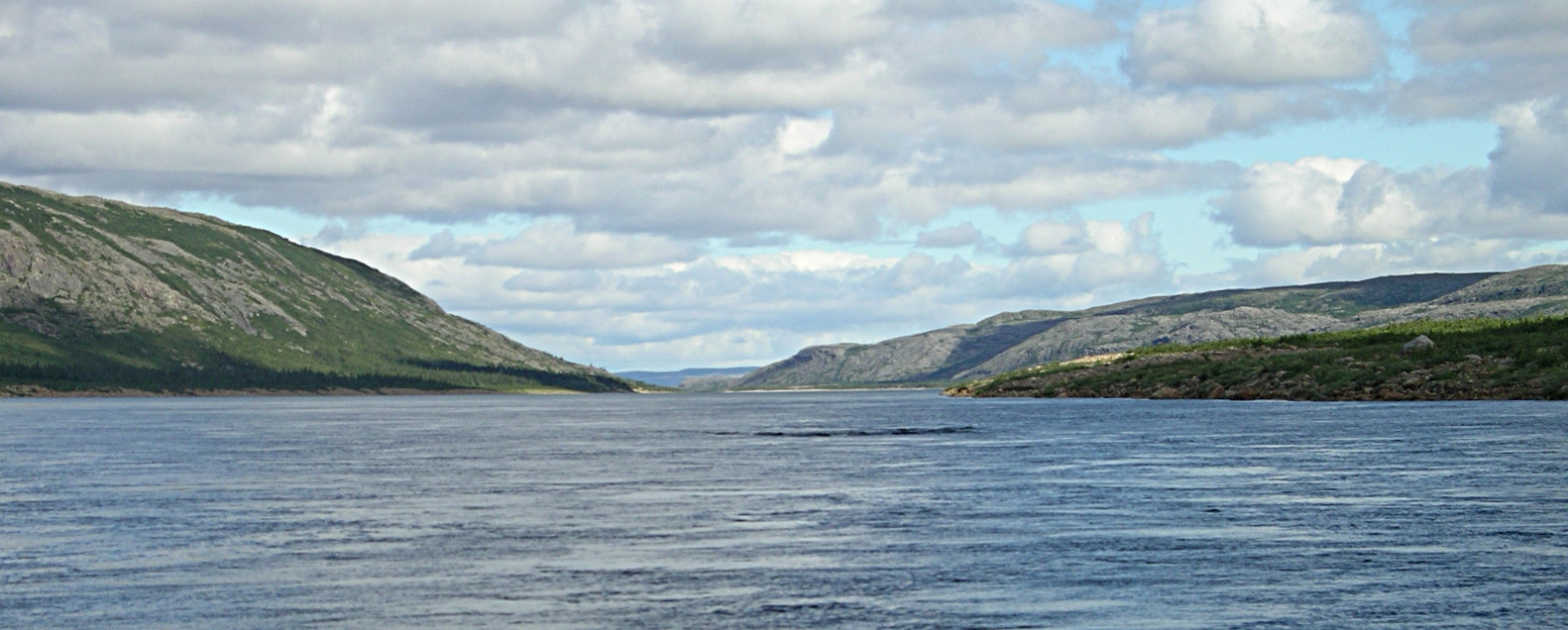

Приполярна тундра (англ. Low Arctic tundra) — північноамериканський континентальний екорегіон, що виділяється Світовим фондом дикої природи.
Екорегіон охоплює горбистий ландшафт чагарникової тундри вздовж північного краю материкової Канади, вздовж межі Північно-Західних територій і Нунавута, а також невелику частину Квебеку на північно-східному узбережжі Гудзонової затоки.

Регіон важливий для великих стад карібу та інших великих ссавців, а також для великих гніздових колоній птахів, таких як снігові гуси. Регіон в основному незайманий, 95 % терену залишилося неушкодженим.

## Розташування та опис
Екорегіони простягаються на 3100 км через північ материкової Канади.
З північного заходу екорегіон обмежений дельтою річки Маккензі, що простягається на схід через рівнини на північ від Великого Ведмежого озера, материковий Нунавут, острів Саутгемптон, острови Оттава та частину північного Квебеку.

Середня висота становить 229 м, найвища точка — 854 м.

Більша частина рельєфу — рівнина або горбиста низовина на тонкому ґрунті над докембрійськими гранітними породами з багатьма виходами. Примітною особливістю регіону є довгі звивисті пасма льодовикового гравію, деякі досягають 100 км завдовжки.

Вічна мерзлота є суцільною, за винятком деяких ділянок розривної вічної мерзлоти на островах Оттава.

## Клімат
Клімат екорегіону — субарктичний клімат без сухого сезону (класифікація кліматів Кеппена (Dfc)). Цей клімат характеризується м'яким літом (лише 1-3 місяці вище 10 °C) і холодною сніжною зимою (найхолодніший місяць нижче -3 °C).

Середня кількість опадів коливається від 200 мм/рік на північному заході до 500 мм/рік у Квебеку.

## Флора і фауна
Екорегіон — перехідна зона між тайгою на півдні та безлісною арктичною тундрою на півночі. У регіоні зустрічаються невеликі субальпійські ліси з Picea mariana, Larix laricina, Picea glauca, карликової берези та карликової верби
Серед ссавців варто відзначити: карибу (Rangifer tarandus, білих ведмедів (Ursus maritimus), бурих ведмедів (Ursus arctos), ведмедей барибалов (Ursus americanus), вовків (Canis lupus), лосів (Alces alces), арктичного ховраха (Urocitellus parryii), і бурого лемінга (Lemmus sibiricus).
Серед птахів варто відзначити снігових гусей (Anser caerulescens), гусака Росса (Anser rossii).
Регіон важливий для великих гніздових колоній снігових гусей (Anser caerulescens), гусака Росса (Anser rossii) та багатьох інших перелітних птахів.

## Заповідники
Понад 17 % екорегіону офіційно охороняються.:
- Заповідник міграційних птахів у затоці Квін-Мод[en]
- Заповідник міграційних птахів Іст-Бей[en]
- Заповідник перелітних птахів Гаррі Гіббонса[en]
- Заповідник дикої природи Телон[en]
- Туктут-Ногаїт (національний парк)